# Перший Доктор
Перший Доктор (англ. First Doctor) — перше втілення вигаданого персонажа Доктора з британського науково-фантастичного серіалу Доктор Хто, зігране Вільямом Гартнеллом. Доктор завжди був таємничим персонажем, але з часом перетворився з егоїстичного антигероя на шляхетну людину, яка захищає правду і безневинних. Гордовитий, але поблажливий; завжди веселий під час різних сутичок; на вигляд мудрий, але схильний до помилок, спричинених зарозумілістю і поспішними думками. Він мав молодечий характер у старому тілі. До речі, свою незвичайну поведінку Доктор пояснив у розмові зі своєю п'ятою інкарнацією: «Від самого початку я завжди прагнув бути старим, сварливим і важливим — так усі роблять, поки молоді».

## Біографія

### Раннє життя
Доктор народився і прожив свої ранні роки на Галіфреї, рідній планеті Володарів Часу. У перші вісім років він дружив із Майстром. Сьомий Доктор розповідав, що в дитинстві з них обох безжально знущалися хулігани. Молодому Докторові довелося вбити хулігана, щоб врятувати життя своєму другу. Пізніше його відвідала Смерть, наполегливо попросивши його стати її учнем. Доктор відмовився і натомість порадив Смерті узяти в учні Майстра, і вона погодилася. Згодом Доктор казав, що через це він завжди відчував відповідальність за злочини, скоєні дорослим Майстром. В Академії Майстер належав до групи з шести молодих володарів під назвою «Дека» (The Deca). Доктор і його майбутні вороги (Рані і Воєначальник) також були членами цієї організації.

### Життя на Землі
П'ять років Сьюзен і Доктор мешкали в Лондоні 1963, щоб Сьюзен закінчила свою освіту, а Доктор міг полагодити і замінити відсутні деталі ТАРДІС; і, як потім з'ясувалося, він шукав відповідне місце, щоб заховати Руку Омеги.
На той час його вже виявили Далеки. Сьома інкарнація Доктора також з'явилася в цьому часі, виконуючи місію, яку йому доручив Білий Вартовий — викрасти інструкцію з експлуатування ТАРДІС.
Двоє вчителів зі школи, де навчалася Сьюзен: Єн Честертон та Барбара Райт — простежили за нею до звалища, де Доктор залишив ТАРДІС. Не знаючи, що робити, Доктор викрав учителів. ТАРДІС дематеріалізувалась і приземлилася 100 000 року до н. е.

## Інші подорожі
Доктор не міг повністю пілотувати ТАРДІС. Внаслідок цього, Доктор, Сьюзен, Єн і Барбара мандрували Всесвітом, намагаючись відшукати дорогу на Землю 1963 року. У Лондоні, під час Вторгнення Далеків у 22 сторіччі, Сьюзен зустріла Девіда Кемпбелла, молодого бійця опору проти Далеків і залишилася з ним. Пізніше Доктор допомагав людям боротися з такими інопланетними загрозами, як Далеки, Зарбі (Планета Павутини) і Кіберлюди (Десята Планета).

## Регенерація
Очевидно, Доктор сильно послабшав після першої зустрічі з кіберлюдьми. З цього приводу він сказав: «Це старе тіло стало трохи незручним». На щастя, Доктор зумів повернутися в ТАРДІС і вперше почати регенерувати, що призвело до появи нового, молодшого Доктора (Десята Планета).

## Постать

### Загальні відомості
Під час цього етапу життя Доктор був дратівливим і запальним науковцем. Він відмовився ставати навколішки перед Кублай-ханом, посилаючись на ревматичні коліна (епізод «Марко Поло»). Він ставав дуже різким, дратівливим і прискіпливим, коли хтось сумнівався в можливостях ТАРДІС. Він без тіні сумніву ударив вікінга, коли його власне життя було в небезпеці («Неземне Дитя», «Той, що втручається у час»). Проте пізніше Доктор демонстрував велику мудрість і добре серце. Можливо, через свій вік він був слабший за свої майбутні інкарнації.  Також він був доволі неуважний, але можливо він поводився так, щоб обдурити своїх ворогів. Коли було треба, він удавався до рукопашного бою з ефектністю, сумнівною для його віку («Римляни», «Гонитва»). Він стверджував, що один знаменитий реслер навчив його пари прийомів («Римляни»).

### Звички і дивацтва
Доктор завжди додавав у розмові «Хмммм?..», знервовані зітхання і хмикання, а деколи — спотворені слова і фрази. До юних дівчат звертався «дитя», а до чоловіків, молодших за нього, — «мій хлопчик». Йому було складно (або прикидався, що йому складно) запам'ятати прізвище Єна. Під час пілотування ТАРДІС Доктор зазирав у невеличку настанову з експлуатування.

## Різні факти
- Під час подорожей з Єном і Барбарою Доктор курить люльку. («Неземне дитя»). Це єдиний раз, коли ми бачили, що він палить.
- Коли Доктора, Вікі, Барбару та Єна переслідували Далеки, Доктор стверджував, що побудував ТАРДІС («Гонитва»). Проте це суперечить пізнішим твердженням, що ТАРДІС було вирощено, а не побудовано (Повстання Кіберлюдей, Неможлива Планета).
- Комп'ютер WOTAN (Will Operating Thought Analogue) першим назвав Доктора «Доктор Хто». («Військові Машини»)
- На відміну від своїх майбутніх втілень, Перший Доктор мав лише одне серце. Це може бути пояснено тим, що Володарі Часу отримують друге серце, коли вперше регенерують.
- Цілком можливо, що ця інкарнація — найбільш живуча. Через пару місяців після регенерації Другий Доктор сказав, що йому 450 років. До його сьомого втілення йому, за його ж словами, 953. («Час і Рані»). Його дев'ята і десята інкарнації стверджували, що їм — 900 і 903 роки відповідно. (Прибульці в Лондоні, Мандрівка Проклятих та ін.) Цілком можливо, що Доктор просто не знає свого справжнього віку.

## Ключові події в житті
- Його вигнано (або він сам утікає) з Галіфрея разом з онукою Сьюзен.
- Прибуває на Землю 1963 року, ховає ТАРДІС на звалищі. Потім з'ясовується, що в цей час Доктор ховає Руку Омеги.
- Викрадає двох шкільних учителів: Єна Честертона та Барбару Райт.
- Уперше зустрічає Далеків.
- Схвалює ідею подорожувати разом із супутниками-людьми.
- Залишає Сьюзен у 22-у сторіччі.
- Зустрічає нового компаньйона — Вікі.
- Повертає Єна й Барбару додому, зустрічає нового компаньйона — Стівена Тейлора.
- Через втручання Володарів Часу зустрічає свої майбутні інкарнації як мінімум двічі.
- Уперше зустрічає Монаха — іншого Володаря Часу.
- Вікі залишає Доктора і займає своє місце в історії. Натомість Катаріна, яка вірить, що Доктор — Бог, приєднується до нього.
- Під час однієї з мандрівок переживає смерть двох своїх супутників — Катаріни та Сари Кінгдом.
- Взаємини зі Стівеном Тейлором псуються, і той, розлючений, залишає ТАРДІС, проте скоро повертається. До екіпажу ТАРДІС випадково приєднується Додо Чаплет.
- Стівен Тейлор залишає ТАРДІС. Цього разу — щоб допомогти заново відбудувати цивілізацію.
- Додо вимушена залишитись на Землі через рани. Доктор одержує двох нових супутників — Поллі та Бена Джексона.
- Уперше зустрічає кіберлюдей.
- Уперше регенерує.